# Запоповье
Запоповье — пресноводное озеро на территории городского поселения Кандалакша Кандалакшского района Мурманской области.

## Общие сведения
Площадь озера — 1,3 км².
Форма озера изогнутая, продолговатая: оно почти на четыре километра вытянуто с запада на восток. Берега каменисто-песчаные, преимущественно возвышенные.
Через озеро течёт река Небло, впадающая в Белое море.
Соединяется протокой с озером Федосеевским.
Населённые пункты вблизи водоёма отсутствуют.
Код объекта в государственном водном реестре — 02020000711102000000053.